# Jozef Smedts
Jozef Maria Richard Smedts (Mechelen, 13 maart 1912 - 15 oktober 1996) was een Belgisch advocaat en politicus voor de CVP.

## Levensloop
Smedts promoveerde tot doctor in de rechten (1936) aan de Katholieke Universiteit Leuven en vestigde zich als advocaat. Tijdens de Tweede Wereldoorlog was hij actief binnen de Mechelse afdeling van het Geheim Leger.
Hij werd politiek actief als voorzitter van de CVP voor het arrondissement Mechelen (1945-1958) en voor de afdeling Mechelen. In 1946 werd hij gemeenteraadslid van Mechelen tot in 1952 en opnieuw van 1958 tot 1964.
Hij werd volksvertegenwoordiger voor het kiesarrondissement Mechelen van oktober 1953 tot april 1954 en opnieuw van 1958 tot 1965. Van 1965 tot 1968 vervulde hij het mandaat van provinciaal senator voor de provincie Antwerpen.

## Publicatie
- Juridische kritiek op de repressie, Handelingen van het Congres van het Vlaams Verzet, 1958, Antwerpen.